# 南予地方

深粉色地區是南予地方

南予地方（日语：〔〕／ Nanyo Chihō）是愛媛縣南部地區的通稱，包括大洲市、八幡濱市、宇和島市、西予市、喜多郡（內子町）、西宇和郡（伊方町）、北宇和郡（鬼北町、松野町）、南宇和郡（愛南町）。在江戶時代，南予地方屬於大洲藩和其支藩新谷藩，以及宇和島藩和其支藩伊予吉田藩的知行地區。廢藩置縣後，該地區一度設置宇和島縣，後被併入愛媛縣。這一地區地形多山，是愛媛縣主要的柑橘產地。

## 外部連結
- 愛媛縣南予地方局 （页面存档备份，存于）